# Latysh
Latysh (en ruso: Латыши) es un jútor del raión de Tijoretsk del krai de Krasnodar, en Rusia. Está situado 20 km al noroeste de Tijoretsk y 143 km al nordeste de Krasnodar, la capital del krai. Tenía 140 habitantes en 2010
Pertenece al municipio Brátskoye.